# 後藤政郎
後藤 政郎（ごとう まさお、1957年12月12日 - ）は、日本の経営者。

## 経歴
大阪府出身。1980年に慶應義塾大学法学部を卒業した後に、同年に日綿実業に入社。2020年に双日取締役専務執行役員に就任。2022年6月から本州四国連絡高速道路代表取締役社長を務めている。